# 亞太科學教育論壇
《亞太科學教育論壇》是一本網上的教育期刊(國際期刊編號為 ISSN 1609-4913)，由香港教育學院的科學系於2000年7月10日創刊，是一本有關在亞太區推行科學教育的免費期刊，現任主編是楊友源博士。
亞太科學教育論壇的對象是區內的所有教師，不論是中、小學還是大專院校。內容主要環繞對科學教育的研究與實踐，另一方面，亦希望能夠作為現職科學教師的一個資源庫，以提高他們的專業水平。

## 外部連結
- 期刊網址 http://www.ied.edu.hk/apfslt （页面存档备份，存于） (內有論文及多媒體資源，可免費作教學用途)